# Die Lebenden und die Toten – Ein Taunuskrimi
Die Lebenden und die Toten  – Ein Taunuskrimi ist ein deutscher Fernsehfilm-Zweiteiler aus dem Jahr 2017. Die Literaturverfilmung basiert auf dem gleichnamigen Roman von Nele Neuhaus und ist die achte und neunte Folge der Krimiserie Der Taunuskrimi.

## Handlung

### Vorgeschichte
Beim Joggen erleidet Kirsten Stadler aufgrund einer Hirnblutung einen Zusammenbruch. Als ihre Tochter Helen sich etwas verspätet auf den gemeinsamen Trainingsweg macht, findet sie ihre bewusstlos daliegende Mutter. Helen Stadler hat ihr Handy nicht dabei und versucht verzweifelt, Hilfe zu holen, was ihr allerdings nicht mehr rechtzeitig gelingt. Kirsten Stadler wird im Krankenhaus für hirntot erklärt. Der behandelnde Arzt, Dr. Simon Burmeister, bittet die Angehörigen, über eine Organspende nachzudenken.

### Teil 1
Ein Heckenschütze ermordet kurz hintereinander drei Personen, die auf den ersten Blick nichts miteinander zu tun zu haben scheinen. Die Medien berichten sogleich vom „Taunus-Sniper“, und in der Öffentlichkeit macht sich Verunsicherung breit, was die Ermittler Oliver von Bodenstein, Pia Kirchhoff und Kai Ostermann in Zugzwang bringt. Sie erhalten Unterstützung von einem LKA-Profiler, der der Meinung ist, dass die Polizei mit konventioneller Ermittlungsarbeit in diesem Fall nicht weiterkomme.
Der Täter lässt der Polizei eine Art Bekennerschreiben in Form einer selbstverfassten Traueranzeige zukommen, wonach er mitteilt, dass die Gründe für den Tod dieser Opfer „unterlassene Hilfeleistung und fahrlässige Tötung“ seien. Die Ermittler kommen allmählich dahinter, dass die Rache des Schützen nicht den Erschossenen gilt, sondern ihren Angehörigen. Es sollen die Lebenden bestraft werden und nicht die Toten. So befragen die Ermittler die Hinterbliebenen in der Hoffnung, endlich einen Zusammenhang zwischen den anscheinend zufälligen Opfern zu finden. Eine Spur führt sie zu einem Klinikum, in dem bis einige Jahre zuvor zwei der Angehörigen der Opfer gearbeitet hatten.
Dies lenkt die Aufmerksamkeit der Ermittler schließlich auf Kirsten Stadler, die als ehemalige Patientin in besagtem Klinikum eingeliefert worden war und deren Organe nach ihrem Tod zur Transplantation freigegeben wurden. Die Entscheidung zur Transplantation hatte ihre Tochter Helen Stadler getroffen, was ihr in der Situation sehr schwer gefallen war, da der Vater der Toten strikt dagegen war. Die Transplantationskoordinatorin Bettina Hesse, deren Mann zum dritten Opfer des Schützen wurde, beriet Helen dabei und beeinflusste auch ihre Entscheidung. Vor dem Mord an Hesses Mann starb die Frau des Krankentransportfahrers Patrick Schwarzer, der Kirsten Stadler zum Krankenhaus gefahren hatte. Wie sich später herausstellt, hatte er durch eine Unachtsamkeit bei der Rückfahrt vom Einsatzort unnötig Zeit verloren.
Das erste Opfer war die Mutter von Renate Rohleder, eine Nachbarin der Stadlers, die auf Bitten von Helen Stadler den Notarzt benachrichtigte, allerdings bis zum Notruf fast zwanzig Minuten verstreichen ließ, weil sie sich erst noch um ihren angefahrenen Hund kümmerte. Die Ermittler befürchten, dass nun auch die Angehörigen derjenigen in Gefahr sind, die mit den Organen von Kirsten Stadler versorgt wurden, ebenso das OP-Team, das seinerzeit die Organentnahme vorgenommen hatte. Die betroffenen Personen und ihre Angehörigen werden schnellstmöglich informiert und so gut es geht geschützt. Als Kommissarin Kirchhoff den Transplantationsarzt Jens-Uwe Hartig warnen will, trifft sie ihn am Grab von Helen Stadler. Er erzählt ihr, sie sei seine Verlobte gewesen und habe sich vor einigen Monaten von einer Brücke vor einen LKW geworfen. Mit dieser Hintergrundinformation sind sich die Ermittler nun sicher, dass der Schlüssel zur Lösung des Falls bei der Familie Stadler liegt. Nachdem Kommissar Bodenstein mit Dirk Stadler gesprochen und festgestellt hat, dass der Witwer schwer gehbehindert ist, scheidet er für ihn als Verdächtiger aus. Dabei ahnen die Ermittler nicht, dass er sie geschickt täuscht.

### Teil 2
Dirk Stadler hat seinen Rachefeldzug noch nicht beendet. Nachdem er die seiner Meinung nach am Tod seiner Frau schuldig gewordenen Personen durch die Tötung einer ihrer Angehörigen bestraft hat, konzentriert er sich auf Mitglieder des Transplantationsteams. Trotz der Mahnung zur Vorsicht durch die Polizei wird dieses Mal die Ehefrau eines Transplantationschirurgen erschossen. Ein bei der Presse eingehendes Bekennerschreiben erklärt den Zusammenhang zu den Todesfällen von Kirsten und Helen Stadler. Das nächste Opfer ist der Empfänger des Herzens von Kirsten Stadler. Bodenstein und sein Kollege Martin Probst sind zufällig in der Nähe und nehmen die Verfolgung des Täters auf, von dem sie noch immer nicht wissen, dass es sich dabei um Dirk Stadler handelt, der seine Behinderung nur vortäuscht. Um seinen Verfolgern zu entgehen, schießt er auf Probsts Mobiltelefon und trifft ihn dabei versehentlich tödlich. Bodenstein vermutet Helens Verlobten, Jens-Uwe Hartig, als Täter und lässt ihn zur Fahndung ausschreiben.
Kommissarin Kirchhoff bezweifelt, dass Helen Stadler so depressiv war, dass sie sich von der Brücke gestürzt hat, denn sie hatte sich kurz vor ihrem Tod mit den genauen Umständen des Todes ihrer Mutter beschäftigt. Dabei konnte sie durch die Mithilfe von Jens-Uwe Hartig die Empfänger der Organe ihrer Mutter herausfinden und war auf einen medizinischen Skandal gestoßen. Um einen Suizid auszuschließen, wird der Leichnam von Helen Stadler exhumiert und der Rechtsmediziner findet nun fremde Hautpartikel unter den Fingernägeln.
Inzwischen wird Dr. Simon Burmeister von Dirk Stadler entführt. Er zwingt den Chirurgen, sich selbst seine rechte Hand zu amputieren, damit er nie wieder operieren und anderen Menschen schaden kann. Als die Ermittler herausfinden, dass Dirk Stadler der Serienmörder ist, wird er mit Hochdruck gesucht. Nachdem die Hautpartikel unter den Fingernägeln von Helen Stadler eindeutig dem Klinikleiter Dr. Ulrich Hausmann zugeordnet werden können, wird dieser festgenommen. Sie hatte herausgefunden, dass er die Organvergaben manipulierte und sich dadurch Gelder für seine Forschungsarbeiten beschaffte. Als sie ihn zur Rede stellen wollte, hatte er sie von der Brücke gestoßen. Bodenstein ahnt nicht, dass er selber auch noch auf Stadlers „Liste“ steht, denn er hatte seinerzeit den Abschlussbericht unterzeichnet, der Helen Stadlers Tod als Suizid deklarierte. Nachdem Bodenstein Dirk Stadler stellen kann, schießt ein Scharfschütze auf den Witwer, der sich daraufhin vom Dach des Gebäudes stürzt.

## Hintergrund
Mit Die Lebenden und die Toten wurde das siebte Buch der Bodenstein-&-Kirchhoff-Reihe verfilmt. Die Produzentin Annette Reeker, die seit der zweiten Folge auch als Drehbuchautorin (mit dem Pseudonym Anna Tebbe) an der Reihe beteiligt war, wirkte hier nicht mehr als Autorin mit.

## Rezeption

### Einschaltquote
Teil 1 von Die Lebenden und die Toten erreichte am 2. Januar 2017 zur Hauptsendezeit im ZDF 6,06 Millionen Zuschauer, was 17,2 Prozent des Marktanteils entsprach. Am 4. Januar 2017 wurde der zweite Teil von 7,14 Millionen Zuschauern gesehen und erreichte damit einen Marktanteil von 20,6 Prozent.

### Kritiken
Tilmann P. Gangloff meinte auf der Seite tittelbach.tv, dass Marcus O. Rosenmüller mit Die Lebenden und die Toten „erneut ein sehenswerter Thriller gelungen“ sei. „Die Handlung ist komplex und sorgt immer wieder für Überraschungen; die Geschichte trägt den Zweiteiler problemlos über 180 Minuten. Da braucht es keine Schnörkel; der Film ist angenehm puristisch inszeniert.“
In der Frankfurter Neue Presse schrieb Ulrich Feld: „Der Film kostet dieses Wechselbad der Gefühle aus, und das macht er auch vom Handwerklichen her richtig gut. Die Schauspieler präsentieren sich durchweg in Topform und die unheilvolle Musik von Florian Tessloff gibt der Geschichte auch akustisch eine außerordentliche Dichte.“ Auch die „Hintergründe [sind durchweg] intelligent verknüpft.“
Bei Quotenmeter.de äußerte sich Stefan Turiak weniger positiv: „‚Die Lebenden und die Toten‘ ist die siebte Adaption, die auf ambitionierte zwei Episoden verteilt wurde. Was auch immer in der Buchvorlage steht, die übereifrige Inszenierung von Marcus O. Rosenmüller hat nicht unbedingt geholfen, um einen spannenden, modernen Thriller daraus zu machen.“ Weiter schrieb er: „Übliche und bekannte Genre-Zutaten, psychologische Täterprofil-Klischees werden ohne besonderes Können halbgar gekocht. Die Hintergründe des Falles wirken gleichzeitig vorhersehbar sowie konstruiert und doch irgendwie an den Haaren herbei gezogen.“